# شیی داوچنگ
شیی داوچنگ (انگلیسی: Xie Daoqing؛ 1210 – ۱۲۸۳ (۷۲−۷۳ سال)) ملکه و همسر امپراتور لی زونگ از دودمان سونگ بود. او در سال ۱۲۶۴ به عنوان نایب‌السلطنه از جانب امپراتور دوزونگ و در سال ۱۲۷۴–۷۶ از جانب امپراتور گونگ زونگ بود.